# Георги Кьосеиванов
Георги Иванов Кьосеиванов е български дипломат и политик. Той е министър-председател на България в 54-то, 55-о и 56-о правителство (1935 – 1940).

## Биография
Роден е в семейството на Иван и Райна Кьосеиванови. Майка му е сестра на политика Михаил Такев.
Завършва право в Париж през 1905 г. Работи в дипломатическите представителства на България в Рим (1912), Цариград (1913 – 1915), Берн (1918 – 1920), Берлин (1920), Париж (1923 – 1924) и Букурещ (1925). След това е последователно пълномощен министър в Гърция (1926 – 1931), Румъния (1931 – 1933) и Югославия (1933 – 1934).
За няколко месеца през 1934 – 1935 Георги Кьосеиванов е началник на Канцеларията на цар Борис III, след което става външен министър в правителството на Андрей Тошев, а в края на годината – и министър-председател. В края на 1940 г. е назначен за пълномощен министър в Швейцария (1940 – 1944), където остава и след Деветосептемврийския преврат през 1944 г.
Българската Държавна сигурност наблюдава дейността на Георги Кьосеиванов в емиграция и през 1958 г. подготвя план за неговото привличане. През февруари 1959 г. тя влиза пряко във връзка с него посредством зет му Тодор Рилски (мъж на полусестра му Зонка), а през февруари 1960 г. също и чрез свой щатен разузнавач, при което Кьосеиванов приема позитивно контактите. Държавна сигурност го завежда като свой агент под името „Леон“, но няма доказателства Кьосеиванов да е изпълнил някакви нейни задачи. Твърде скоро здравословното му състояние се влошава и той почива на 26 юли 1960 г.

## Фамилия
Иван и Райна Кьосеиванови имат четири деца: Райна, Георги и близначките Мария (впоследствие Дурова) и Марена (вп. Вучкова). След ранната смърт на първата съпруга Иван Кьосеиванов се жени за Екатерина Зафирова, от която има три дъщери – Йорданка, Невенка и Зонка (вп. Рилска) и двама сина – Петър и Михаил.
Георги Кьосеиванов се жени за Наталия Кьосеиванова (бивша съпруга на Янко Пеев), с която имат две деца. Дъщеря им Лиляна се омъжва първоначално за Стефан Бочев, от когото има две деца. Впоследствие през 50-те години се омъжва за швейцарския дипломат Жан Луи Паю (1909 – 1993).

## Памет
На Георги Кьосеиванов е наречена улица в квартал „Малинова долина“ в София (Карта).